# Эванс, Артур
Сэр А́ртур Джон Э́ванс (англ. Sir Arthur John Evans; 8 июля 1851, Нэш-Миллс, Хартфордшир — 11 июля 1941, Юлбери, Оксфордшир) — английский историк и археолог, первооткрыватель минойской цивилизации, с 1900 года вёл раскопки в Кноссе, в своих трудах реконструировал историю, культуру и религию древнего Крита. Действительный член Королевского общества и Королевской инженерной академии, доктор философии honoris causa (1901). В 1874—1908 годах возглавлял Королевское нумизматическое общество, в 1902 году удостоен его медали. Осуществляемая Эвансом за собственный счёт реставрация Кносского дворца была удостоена Королевской золотой медали от Королевского института британских архитекторов (1909). За свои заслуги в 1911 году возведён в рыцарское достоинство. В 1936 году удостоен медали Копли с формулировкой «за пионерские работы на Крите, внесшие вклад в исследование истории минойской цивилизации», а также золотой медали Шведской академии.
Артур Эванс происходил из семьи археолога-любителя, получил образование в школе Хэрроу и Оксфордском университете, где специализировался на современной истории. Не сумев получить стипендию для изучения археологии, в 1875—1882 годах работал журналистом в Боснии и Хорватии. После депортации австрийскими властями поселился в Оксфорде. В 1883—1908 годах был учёным хранителем Эшмоловского музея; состоял также в совете попечителей Британского музея. С 1909 года — экстраординарный профессор археологии Оксфордского университета. Заинтересовавшись древностями Крита, в 1899 году приобрёл холм Кносса, и в 1900—1930 годах вёл раскопки. С 1908 года, получив большое наследство, он на собственные средства вёл реставрационные работы в Кносском дворце, который с 1926 года передал Британской археологической школе в Афинах. Совершив огромное количество археологических открытий, Артур Эванс отрицал участие греков в создании минойской цивилизации и стремился удревнить критские находки, чтобы не связывать их с микенской культурой. Он также монополизировал исследования в области дешифровки древних эгейских письменностей, но не добился успеха. Несмотря на ошибки, основные открытия и теоретические достижения Эванса (в частности, хронология истории Древнего Крита) не пересматривались впоследствии.

## Становление (1851—1875)

### Происхождение
Артур Эванс родился 8 июля 1851 года в Нэш-Миллс и был первым ребёнком в браке Джона Эванса и Гарриет Эванс, урождённой Дикинсон. Всего в семье было три сына и две дочери. Отец Эванса был знатоком латинского языка и классических древностей, его отец Артур Эванс — дед будущего археолога — возглавлял гимназию в Маркет-Босворт. Джон Эванс женился на дочери своего работодателя — собственной кузине Гарриет, — и занимался управлением семейным предприятием — бумажной фабрикой, которая сделала его состоятельным человеком. Бумажной мельнице требовалось большое количество воды; в поисках подходящих источников Джон Эванс увлёкся геологией и археологией, особенно памятниками каменного века; с раннего детства Артур сопровождал отца. Джон Эванс с 1852 года занимался раскопками римской виллы, расположенной рядом с фабрикой, и был избран в Лондонское общество антикваров. 1 января 1858 года от родов умерла мать Артура; Джон написал в её дневнике, что дети, казалось, не особенно заметили ухода матери; спустя 70 лет Эванс решительно написал на полях тетради — «нет!». Далее отец, женившись через год на другой кузине — Фанни Фелпс, занялся производством канцелярских товаров, что обеспечило достаточный доход и досуг для занятий археологией и антиквариатом. В 1859 году он занимался исследованием долины Соммы (во Франции) вместе с геологом Джозефом Прествичем. С. Горвиц утверждала, что Джон Эванс «смог заложить основы современной геологии, палеонтологии, антропологии и археологии, несмотря на то, что мог посвящать этим занятиям лишь воскресные и праздничные дни».
Первоначальное образование Артур Эванс-младший получил в Callipers Preparatory School (в Чипперфилде, Хертфордшир), где на него сильное влияние оказал учитель естествознания и основатель школы Ч. Джонс. Он привил Артуру не только любовь к природе, но и внимание к классификации видов растений и животных; примерно то же самое — применительно к произведениям мира людей — в нём воспитывал отец. В этой же школе учился младший брат Артура — Льюис, родившийся в 1853 году. Артур был спокойным и любознательным ребёнком, весьма рано он пристрастился с изучению монет; однако к шести годам он всё ещё не освоил латинский язык, как когда-то его отец, и поэтому бабушка с отцовской стороны высказывала опасение, что Эванс-младший может быть «туповат».

### Образование
В 1865 году Артур Эванс поступил в частную школу Хэрроу. Он преуспевал в учёбе и спорте, а в последний год даже занимался редактированием школьной газеты. Среди его друзей выделялся будущий биолог Френсис Бальфур. В школе Артур испортил зрение, но не носил очков; тогда же он стал пользоваться тростью, которую до конца жизни использовал для ориентации в пространстве. Сводная сестра — Джоан Эванс — утверждала, что Артур страдал также куриной слепотой, и в сумерках всегда нуждался в «дружеском сопровождении». В то же время он отличался едким чувством юмора и обострённым чувством индивидуализма, поэтому не любил командных видов спорта, бывали и конфликты со школьным начальством: Эвансу в Хэрроу запретили издавать собственный журнал «Pen-wiper» после первого же выпуска, причина была в язвительно-сатирическом его содержании. Амбиции Эванса подпитывались тем, что он был маленького роста, едва превышавшего пять футов (158 см).
В июне 1870 года Артур Эванс поступил в Оксфордский университет в колледж Брейсноуз. Он изучал современную историю, но поскольку больше интересовался древностями и археологией, не слишком преуспевал, хотя наставники отмечали его интеллектуальные способности. В 1871 году на средства отца он поехал в Европу, и вместе с братом Льюисом участвовал в раскопках в Халльштатте. Хотя после окончания Франко-прусской войны не прошло и месяца, Артур и Льюис Эвансы отправились в оккупированный Амьен, где занимались поисками памятников каменного века. Параллельно Артур успешно занимался нумизматикой, этому предмету была посвящена его первая научная работа, опубликованная в 1871 году. Поскольку признанным знатоком нумизматики был его отец, Эванс так или иначе стал с ним конкурировать, но на долгие годы получил прозвище «малыш Эванс, сын Эванса-великого» (англ. Little Evans, son of John Evans the Great). По мнению Кэти Гир, конфликт отца и сына имел глубокую подоплеку, в том числе коренящуюся в различии поколений викторианского общества. Джон Эванс был продуктом общества, в котором мужчина из среднего класса оканчивал образование в 15-летнем возрасте и далее начинал делать карьеру в обществе уже состоявшихся людей, намного старше него. К концу века продолжительность детства и отрочества — выражаемых в том числе в материальной зависимости от родителей — значительно возросла. Артур Эванс был крайним выражением этой тенденции: будучи первенцем, он решительно отказался унаследовать семейное дело, но до конца жизни отца находился на его иждивении. Впрочем, он не был «тепличным растением», и хотя любил комфорт, но не был чужд авантюризму и стремился попасть в регионы, где ему могла угрожать реальная опасность — как от природы, так и от людей.
В 1872 году Артур Эванс с братом Норманом посетил Османскую империю, в следующем году опубликовав отчёт о путешествии во Fraser’s Magazine. В 1873 году Артур Эванс и Френсис Бальфур отправились в Скандинавию, посетив Лапландию, Швецию и Финляндию. Во время путешествий А. Эванс приучился вести заметки и делать зарисовки интересовавших его пейзажей и предметов. При этом в переписке он жаловался на нечистоплотность лапландцев, утверждая, что едва мог вытерпеть запах оленьего меха. На Рождество 1873 года Артура пригласили в Хэрроу для каталогизации нумизматической коллекции, завещанной школе Джоном Уилкинсоном. В 1874 году А. Эванс едва не провалился на выпускных экзаменах в колледже, поскольку пренебрегал подготовкой по избранной специальности — современной истории, и не смог ответить ни на один вопрос по темам позднее XII века; тем не менее ему удалось убедить экзаменаторов в своей высокой квалификации. Немалую роль в этом сыграло и положение и авторитет его отца; в конечном итоге Артур оказался первым в выпуске.
Окончив колледж, А. Эванс попытался получить стипендию для изучения археологии (Archaeological Travelling Studentship), но был отвергнут Б. Джоуиттом и Ч. Ньютоном, которые крайне низко оценили его достижения. В апреле 1875 года он поступил на летний семестр в Гёттингенский университет, его научным руководителем стал Рейнгольд Паули; предполагалось, что Эванс продолжит занятия в области современной истории. Однако по пути Эванс оказался на незаконных раскопках в Трире, часть найденных предметов он отправил отцу. Гёттинген Эванса разочаровал, в письмах он жаловался, что ему неинтересна современность; также немалое место там занимало описание контраста между жизнью зажиточных горожан и деревенских жителей. Наконец, в августе 1875 года Артур с братом Льюисом вновь решил отправиться на Балканы.

## Эванс и Балканы (1875—1882)

### Первое путешествие в Боснию. Дубровник
В августе 1875 года братья Эвансы получили разрешение на въезд в Боснию от турецкого военного губернатора. При пересечении границы в Славонски-Броде они были заподозрены австрийскими властями в шпионаже в пользу России и провели ночь в тюремной камере. После освобождения, Эвансы получили паспорт и сопровождающего от турецких властей и выехали в Сараево, проехав затем в Дубровник. Поскольку началось Боснийское восстание, братья Эвансы остановились у британского консула, который убедил их покинуть страну. Свои путевые впечатления Артур Эванс опубликовал, книга Through Bosnia and Herzegovina принесла ему репутацию знатока балканских дел и он получил приглашение газеты The Manchester Guardian стать постоянным корреспондентом. На средства редакции в 1877 году он вновь отправился на Балканы, освещая резню христианского населения и прочие подробности. Результатом немедленно стали подозрения в разведывательной деятельности, хотя в Дубровнике Эванс получил репутацию эксцентричного англичанина, не расстающегося с тростью, который интересуется только древностями. Записки Эванса получили одобрение известного путешественника Ричарда Бёртона, который имел репутацию любителя рискованных ситуаций и авантюр.
Едва обосновавшись в Дубровнике в начале июля 1877 года, А. Эванс немедленно организовал раскопки кургана бронзового века в Канали, но они прервались уже через три дня из-за обострения черногорско-турецкой войны. Эванс отбыл в Цетине освещать её события; после того, как он счёл свои корреспондентские обязанности выполненными, археолог вернулся к раскопкам; среди находок были серебряные браслеты в виде змей, которые вызвали ажиотаж в местной прессе. Одним из первых его знакомств в Дубровнике был Фране Булич, но весной 1878 года Булич уехал в Вену для изучения эпиграфики. Эванс также замыслил написать подробную историю Дубровника от самой глубокой древности, но эти планы так и не осуществились. Кэти Гир отмечала, что изучение прошлого и современная политика тесно переплелись в научном наследии Эванса; в своих корреспонденциях он последовательно противопоставлял процветание балканских стран во времена Римской империи с жалким их положением при османах.

### Женитьба. Общественная деятельность
Раскопки Эванса близ Дубровника были прерваны встречей с профессором Оксфордского университета Э. Фрименом, историком, известным своей антиосманской позицией; в тот год он путешествовал по Черногории с двумя дочерьми. Тогда же начался роман Эванса с Маргарет — дочерью Э. Фримена, бывшей тремя годами его старше. Они обвенчались в уэльской деревне Вуки в сентябре 1878 года, и поселились на вилле Сан-Лазаро в Дубровнике, где с перерывами прожили до 1882 года. Отец Эванса был обеспокоен тем, что сын оплатил аренду дома сразу на 20 лет вперёд. Артур Эванс продолжал зарабатывать на жизнь журналистикой. У четы Эвансов не было детей, хотя Маргарет прошла курс лечения, для чего в 1881 году надолго выезжала в Англию.
Артуру Эвансу прочили место британского консула в Дубровнике или даже посланника в Черногории, однако его позиция политического обозревателя раздражала австрийские власти, несмотря на то, что с середины 1880 года он не столь регулярно отправлял свои корреспонденции. В 1880—1882 годах Эванс активно занялся римскими древностями на территории Сербии, Албании и Далмации, особенно его интересовала сеть римских дорог; в 1880-м году он опубликовал первую статью об иллирийской нумизматике, в 1881 году вышла его работа об иллирийской эпиграфике.
Из-за последовательной поддержки боснийских повстанцев (супруги оплачивали обучение боснийского сироты и содержали ослепшую женщину), сотрудничества с национальной героиней Боснии — англичанкой Полиной Ирби, заявлений, что австро-венгерский режим ничем не лучше турецкого, 2 марта 1882 года Эванс был обвинён австрийскими властями в шпионаже и подготовке восстания, и провёл семь недель в тюрьме в одиночной камере. После суда Эванс был депортирован; вилла в Дубровнике осталась в его владении, но была превращена в отель, поскольку англичанин был объявлен persona non grata. Однако Эванс приобрёл значительную репутацию среди сербов, хорватов и боснийцев. И в дальнейшем он участвовал в политической жизни полуострова, после начала Первой Балканской войны активно участвовал в переговорном процессе и работал на мирной конференции 1913 года. В 1914 году он также приютил нескольких беженцев из Дубровника в своём имении близ Оксфорда, а в 1915 году специально направил послание премьер-министру Асквиту о послевоенной судьбе южнославянских народов. Во время Версальской конференции Эванс был неофициально приглашён для разработки проекта югославского государства. После его кончины в 1941 году югославское правительство направило на похороны официальную делегацию.
Эванс оставался по своим взглядам аристократом викторианской эпохи. В книге о путешествии по Боснии и Герцеговине он писал, что его крайне раздражало, когда боснийские крестьяне назвали его своим «братом». Боснийцев Эванс величал untutored savages («простодушные варвары»), и отмечал, что среди балканских славян, принявших ислам, «можно встретить манеры и врождённое достоинство», причины которых видел во влиянии великой традиции Востока. Напротив, в среде христиан, даже высших сословий «отсутствие вежливости и его порочное следствие — неблагодарность — просто поразительно». Будучи искренним и последовательным защитником угнетённых, Эванс всецело разделял островной шовинизм и откровенно заявил:

Я предпочитаю не выслушивать от каждого встреченного варвара сентенцию, что он человек и брат. Я верю в существование низших рас и хотел бы их истребления.

## Эшмоловский музей. Поиск призвания (1883—1900)

### Учёный хранитель музея
Супруги Эванс вернулись в Оксфорд в январе 1883 года. Эванс активно занимался научной работой, опубликовал несколько статей о римских дорогах и городах на Балканах, а также нумизматике. По-видимому, он намеревался участвовать в конкурсе на должность профессора классической археологии в университете, но отказался от замысла, поскольку в попечительском совете состояли Джоуитт с Ньютоном. Находясь в тяжёлом душевном состоянии, он даже писал тестю, что его мечта заниматься классической археологией была «чистейшей нелепицей». Несколько оправившись, Эванс в сопровождении Маргарет отбыл в Грецию, побывал на раскопках в Микенах и Тиринфе; в Афинах встретился с Генрихом Шлиманом, был им радушно принят и заинтересовался микенской цивилизацией.
В это же время попечители находившегося в упадке Музея Эшмола предприняли попытку реформировать его и дополнить отделами искусства и археологии. В ноябре 1883 года А. Эванс получил предложение от Чарльза Фортнума возглавить археологический отдел музея и принял его. В возрасте 34-х лет Эванс сделался учёным хранителем Эшмоловского музея и опубликовал программу своей деятельности. Он договорился о передаче музею коллекций своего отца и убедил Фортнума выделить 10 000 фунтов стерлингов на обустройство археологического отдела и строительство новых помещений; Фортнум передал музею и собственную коллекцию, включавшую большое число антиков, майолики и предметы искусства Ренессанса. Среди прочих приобретений Эванса — древнеегипетская коллекция Флиндерса Питри. Собственное жалованье Эванса составляло 500 фунтов в год. В 1886 году Эванс возглавил раскопки захоронений железного века в графстве Кент; отчёт о раскопках был опубликован в 1891 году. В 1893 году Эванс познакомился с Джоном Майерсом, который тогда стажировался в Археологической школе в Афинах. Вместе они приобрели на рынке несколько древних печаток, покрытых неизвестными письменными знаками; древности происходили с Крита.

### Кончина Маргарет Эванс. Юлбери
В начале 1890-х годов в жизни Эванса произошла череда утрат: в марте 1892 года скончался его тесть, а через год — супруга Маргарет. Она отличалась слабым здоровьем и в конце жизни заболела туберкулёзом. Артур планировал построить усадьбу в Боарз-Хилл, недалеко от Оксфорда, и приобрёл участок в 60 акров для семейного дома (земля обошлась в 3500 фунтов), но не успел. В 42 года А. Эванс остался бездетным вдовцом; его жена была похоронена в Алассио, куда Артур отвёз её на лечение. Больше Эванс никогда не женился, в дальнейшем он всегда вёл корреспонденцию на почтовой бумаге с траурной каймой, на аналогичных листах велись дневники и даже делались самые маловажные заметки.
Несмотря на неодобрение отца, считавшего строительство усадьбы расточительством, Артур Эванс довёл дело до конца, имение получило название Юлбери по имени близлежащей рощи. Стиль дома был настолько тяжеловесным, что М. Фокс назвала его «викторианским бегемотом». Друзья для усадьбы Эванса использовали термины «поразительный» и «фантастический». Дом приобрёл гигантские размеры — около двадцати спален, огромный мраморный вестибюль, турецкие бани, оформленные в стиле римских терм, и прочее. Позднее Эванс установил в доме две копии трона из Кносского дворца; выполнены они были из красного дерева. Из-за неоднократных перестроек друзья в шутку выделяли в Юлбери слои «раннего», «среднего» и «позднего» периодов — по аналогии с периодизацией истории Крита, предложенной Эвансом. В этом доме он прожил до самой смерти; Эванс, не имевший детей, усыновил племянника Маргарет — Ланселота Фримена, а также сына местного фермера — Джеймса Кенди, который напоминал Маргарет внешне. Благодаря пасынкам, Эванс сочувственно относился к движению бойскаутов и оказывал ему поддержку. За организацию в поместье тренировочной базы для активистов-скаутов из четырёх стран он получил редкую награду — «Серебряного волка».

### Обращение к критской тематике
После кончины Маргарет Артур погрузился в депрессию, забросил работу в музее, рассорился с Фортнумом и даже собственным отцом, который женился в третий раз и у которого родилась дочь Джоан. Чтобы оправиться, Эванс отправился в Лигурию изучать культуру террамар, а оттуда проехал в Загреб. В это же время внимание Эванса привлекли события на Крите, он всё более и более интересовался неизвестными письменными знаками с этого острова. Его энтузиазм поддерживался и тем, что Шлиман считал Крит родоначальником микенской цивилизации и планировал проводить на острове раскопки, но из-за чрезмерной цены, назначенной за холм Кносса, отказался от своей идеи. Преодолев душевный кризис и вернувшись к работе, Эванс обнаружил в коллекции Эшмоловского музея несколько артефактов с Крита, а также получил слепки аналогичных находок из Берлинского музея. 27 ноября 1893 года на заседании Общества поощрения изучения греко-римских древностей Эванс объявил об открытии древней иероглифической письменности и отождествлении 60 знаков. В тот период Эванс связывал критскую письменность с протофиникийской системой. Фортнуму он писал, что непременно должен попасть на Крит.
Приехав в Ираклион в марте 1894 года, Эванс провёл предварительную разведку и немедленно обнаружил изображение двойной секиры, связанной с легендарным Миносом. Кроме того, в пещере на горе Дикта он нашёл пространную надпись критскими письменами; помещена она была на жертвеннике. Главной проблемой становилось приобретение Кносского холма, после чего Эванс принял решение основать Фонд исследования Крита по образцу существовавшего Палестинского фонда, который и должен был вести работу с землевладельцами. Несмотря на то, что власти в Стамбуле (в то время Крит ещё был турецким владением) тянули время, Эвансу удалось купить четверть территории холма с обязательством выкупить остальные его части (сумма сделки составила 235 фунтов стерлингов); поскольку местные землевладельцы были мусульманами, это по турецким законам давало Эвансу право приоритетной покупки. Однако из-за обострения политической ситуации археологу пришлось вернуться в Британию.
После окончания Критского восстания в 1898 году Эвансу удалось вернуться на остров; к тому времени Фонд исследований Крита существовал как юридическое лицо, его главным попечителем был принц Георг Корфский. Он также вернулся к роли корреспондента The Manchester Guardian и резко критиковал как турецкие, так и британские власти. Существует предположение, что позиция Эванса сыграла существенную роль в британской поддержке коалиционного правительства и провозглашении Критского государства. Свидетельства греко-турецких погромов, которые Эванс описывал для британской прессы, привели к сильному изменению его взглядов. Если в 1895—1896 годах он описывал разведку укреплений микенской эпохи, то к началу XX века последовательно стал продвигать идею мирной Критской державы. В одной из статей для популярного издания 1901 года он категорически утверждал, что нигде на Крите «нет ни следа сложной фортификационной системы, подобной Тиринфу или Микенам». В конце концов для Эванса Кносс и Микены стали символами полярно противоположных обществ — мирное и матриархальное против милитаристского и патриархального.

## Археолог (1900—1941)

### Раскопки в Кноссе
После крушения османского режима деятельность Эванса не сковывалась турецким фирманом, и до самой своей кончины он сделался фактическим монополистом критской археологии. Исследовательский фонд получил щедрые пожертвования, на которые Эванс выкупил весь холм Кносса. Сумма сделки составила 675 фунтов стерлингов. Новое критское правительство быстро приняло пакет законов, регулирующих деятельность по раскопкам, а также правила обращения с находками; было ясно, что археологические раскопки потенциально важны для экономики острова, привлекали средства и обеспечивали занятость местному населению. Археологические объекты были разделены между Великобританией, Францией и Италией, примерно в соответствии с зонами военного присутствия; Кносс и владения Эванса оказались в пределах британской зоны ответственности в Кандии. Критское правительство обязывалось своим авторитетом реквизировать необходимые археологам земли у их собственников, но исследователи должны были возместить финансовый ущерб. Найденные древности по закону принадлежали «критской нации», но маловажные с точки зрения искусства предметы и дубликаты могли быть разрешены для вывоза.
В марте 1900 года, наняв двух специалистов — шотландского археолога Дункана Маккензи и архитектора Файфа — и 32 землекопа, Артур Эванс приступил к работам. Он не собирался порывать с привычным образом жизни. В списке снаряжения значился, среди прочего, запас щёточек для ногтей, 2 дюжины жестянок консервированного говяжьего языка, 20 банок сардин, 12 сливовых пудингов, средства для желудка, набор металлических тачек и «Юнион Джек». К концу сезона количество рабочих было доведено до 180, причём англичанин нанимал и греков, и турок, а также работников обоих полов: мужчины копали и носили землю, а женщины просеивали её, чтобы не пропустить даже мельчайших предметов. За несколько месяцев был откопан грандиозный комплекс, который Эванс обозначил как «дворец Миноса». Англичане были поражены, что он превосходил по площади Букингемский дворец. Отец — сэр Джон Эванс — был так впечатлён, что немедленно отправил сыну 500 фунтов. В целом дворцовый комплекс был раскопан к 1905 году, но частные работы шли до 1931 года. Эванс быстро понял, что обнаружил цивилизацию, превосходящую по возрасту микенские открытия Шлимана; первооткрыватель назвал её «минойской». Одной из наиболее эффектных находок стал алебастровый трон, откопанный 13 апреля 1900 года; посетителям Эванс говорил, что они созерцают «трон Ариадны». Кэти Гир заметила, что логика Эванса здесь была та же, что и у Шлимана, который обнаружил «Маску Агамемнона» в Микенах. Основную часть работ по раскопкам и их описанию — включая ведение ежедневного журнала — вёл Д. Маккензи; на его материалах были основаны ежегодные отчёты Эванса, публиковавшиеся в 1900—1905 годах Британской археологической школой в Афинах. Немалое число материалов Маккензи было использовано в фундаментальном труде Эванса «Кносский дворец».
Сенсационные открытия Эванса были быстро оценены общественностью: в 1901 году он был удостоен членства в Королевском обществе, Дублинский университет присудил ему степень доктора философии honoris causa, позднее такую же степень присвоил археологу Эдинбургский университет; он также получил почётное членство во многих иностранных учёных обществах. Эванс получил признание и от отца: зимой 1901 года 77-летний Джон Эванс прибыл на Крит, вместе археологи объехали весь остров, побывав на раскопках Феста, который вели итальянские учёные под началом Федерико Хальберра, с которым у Эванса сложились отличные отношения.. Однако раскопки сезона 1902 года были омрачены финансовыми проблемами (до этого Эванс работал на деньги отца и свои собственные, примерно половину расходов нёс Фонд исследования Крита), а также конфликтом с директором Афинской археологической школы Хогартом. Последний критиковал методы Эванса, а также слишком большие расходы на реставрацию построек; финансами также распоряжался Артур. Эти работы с большим размахом велись и в 1920-е годы; реставрация Большой лестницы и прочих построек обошлась Эвансу в четверть миллиона фунтов стерлингов, но привела к большому конфликту с коллегами — археологами и архитекторами. Пуританин Дункан Маккензи был шокирован тем, что на руинах в 1910 году Айседора Дункан попыталась возродить античное язычество и даже заявила, что является участницей битвы, в которой сошлись Аполлон, Дионис, Христос, Ницше и Вагнер.
С 1903 года Эванс выработал ритм, который позволял ему жить на два дома на Крите и в Оксфорде. Раскопки велись осенью и зимой, на время жаркого сезона археолог возвращался в Великобританию, где мог организовывать выставки, привлекать средства на раскопки и обрабатывать полученные материалы. В 1906 году он построил для себя «виллу Ариадны» в Ираклионе, которая стала его зимней резиденцией, здесь же жили коллеги-археологи, работавшие в Кноссе, имелось и общежитие для семейных учёных, — так называемая «Таверна». На вилле Эванс вёл привычную жизнь викторианского аристократа. Он был чопорным: даже в сильную жару никогда не позволял себе появиться на раскопках без пиджака. Англичанин не любил греческих вин, и его погреб пополнялся произведениями виноградников Франции. Эванс принимал на вилле именитых гостей, в том числе Дж. П. Моргана и писательницу Эдит Уортон.
Вплоть до 1908 года Эванс оставался учёным хранителем Музея Эшмола; считалось, что раскопки он совершает во время отпусков или командировок. Достигнув 57 лет, он в один год унаследовал большую часть отцовского состояния (Джон Эванс скончался в возрасте 85 лет) и состояние Дикинсонов — после смерти двоюродного брата, что позволило археологу подать в отставку и заняться обработкой материалов своих раскопок, после этого он почти всё время проводил на Крите. Уйдя в отставку, он сохранил звание почётного хранителя и был удостоен звания экстраординарного профессора доисторической археологии Оксфордского университета. В 1911 году по совокупности заслуг Эванс королём Георгом V был удостоен титула рыцаря-бакалавра. В этот период Эванс принял участие в реформе Британской археологической школы в Афинах, реорганизации Британской школы археологии в Риме, а также пытался начать проект раскопок в Лептис Магна, но он не был реализован из-за Триполитанской войны и захвата Ливии Италией.
После кончины отца он отказался занять место главы Лондонского общества антикваров, но возглавил его в 1914 году, поскольку командование военно-воздушными силами хотело реквизировать здание Британского музея для своей штаб-квартиры; причём всего за три недели здание было очищено от коллекций, которые собирались полтора века. Эвансу (который к тому времени сделался членом попечительского совета музея) удалось ценой конфликта с генералитетом дойти до Кабинета министров и отменить распоряжение. В 1916 году в знак протеста против использования Германией химического оружия и начала неограниченной подводной войны, Эванс вышел из Германского общества древностей и вернул германские награды. По иронии судьбы, уже после смерти Эванса вилла Ариадны во время оккупации Крита была реквизирована немецким военным командованием, но практически не пострадала.
После Первой мировой войны Эванс переключился на исследования критской письменности, поскольку ещё в первые годы раскопок было найдено около 3000 глиняных табличек — целый критский архив. Таблички оказались каталогизированы. Каждый ящик с табличками был опечатан и снабжен указанием на его содержимое, печати были уже известны Эвансу, по нанесённым на них пиктограммам, можно было примерно понять содержание налоговых перечней. Эванс выделил три формы древней письменности — иероглифику и линейное письмо A и Б. С 1909 года Эванс вёл публикацию Scripta Minoa, многие помещённые там материалы, транскрипции и репродукции имеют значение первоисточника, поскольку оригинальные находки утрачены. В то же время Эванс препятствовал исследованиям в этом направлении и держал критские письменные памятники у себя дома, рассчитывая на их расшифровку, но это ему не удалось. Главной проблемой являлось то, что археолог априори полагал, что найденные надписи не могли фиксировать греческий язык, хотя линейное письмо Б использовалось именно для архаической формы древнегреческого языка, но это было выявлено только в 1950-е годы. Однако А. Эванс смог раскрыть древнекритские числовые обозначения, что позволило работать с хозяйственными документами.
- Иллюстрации из книги А. Эванса «Дворец Миноса» (1921—1936)
- Ванная комната
- Большая лестница
- «Мегарон царицы» (реконструкция Эмиля Жиллерона-младшего)
- Различные фрески, в том числе «Парижанка»

### Поздние годы
С 1921 года Эванс начал публикацию своего монументального труда «Дворец Миноса» (англ. The Palace of Minos at Knossos) — в общей сложности вышло 7 книг (второй и четвёртый тома были разделены на две части), содержащего более 2400 иллюстраций и схем. Последний его том, вышедший в 1936 году, представлял собой подробное описание всех сторон жизни минойской цивилизации. Эванс из принципа писал гусиным пером. Эта работа велась параллельно с реставрацией Кносского дворца, которая велась на средства археолога; ему активно помогал архитектор Пит де Йонг, который до этого успешно работал в Микенах. В 1926 году Эванс передал Кносский дворец и виллу Ариадны в управление Британской археологической школы в Афинах, первым куратором стал Дункан Маккензи, но из-за психического заболевания в 1929 году Артур Эванс заменил его на Джона Пендлбери; с 1952 года древности были переданы греческому правительству.
В 1930-е годы Эванс продолжал активно заниматься охраной памятников на Крите, в том числе средневекового и венецианского периода, а в 1932 году после длительного перерыва посетил Югославию. 81-летний Эванс прибыл в Югославию с сестрой покойной жены — Элен Фримен; они совершили автомобильную поездку в Загреб, Яйце, Сараево, Дубровник, Сплит, Шибеник и Задар. Эта поездка освещалась югославской прессой. В Дубровнике он пробыл тогда два дня — 18 и 19 июня — через 50 лет после своей депортации; встречался он и с Фране Буличем; вместе они посетили Дворец Диоклетиана.
В 1935 году Эванс в последний раз посетил Крит, что сопровождалось большими торжествами, широко освещавшимися в прессе. Археолог получил почётное гражданство Ираклиона, при большом стечении народа он был увенчан лаврами, а у входа в Кносский дворец был открыт его скульптурный бюст. Эванс обратился к собравшимся по-гречески; смысл его речи сводился к тому, что удалось возродить память о цивилизации в два раза старше эллинской. О руинах археолог говорил, что их порядок и организация вдохновлялись духом Миноса и великим искусством Дедала. Иными словами, Эванс озвучил все свои любимые темы: руины Кносса подтвердили историчность мифа, а порядок и организация, которые следовали из находок, служили для обоснования того, что дух демократии и верховенства закона издревле противостоял жестокости и деспотизму Востока. О себе Эванс скромно сказал, что его личные заслуги ничтожны перед открытыми древностями; им двигала некая сверхъестественная сила. Судя по свидетельствам Джоан Эванс, её брат не был христианином; Кэти Гир предполагала, что Артур Эванс имел в виду дух самих минойцев.
С середины 1930-х годов Артур Эванс всё больше времени проводил на родине; в частности, в 1938 году он занимался исследованием римской дороги, которая проходила через его поместье Юлбери и далее пересекала центр Оксфорда. Состояние здоровья позволяло Эвансу ещё в 1939 году совершить перелёт в Женеву и обследовать с воздуха Рейнский лимес. Впрочем, не все его занятия были связаны с древностями: в 1937 году он совершил поездку в Нидерланды по поводу организации бойскаутского движения в этой стране. Физическое и моральное состояние Эванса постепенно ухудшалось; в 1938 и 1941 годах он успешно перенёс две операции, но до конца излечиться так и не смог. Моральное состояние археолога усугублялось известиями с фронтов Второй мировой войны: куратор Ираклионского музея Джон Пендлбери был убит в мае 1941 года гитлеровцами как член греческого сопротивления; сильный удар нанесли Эвансу бомбардировки Британского музея немецкой авиацией. Тем не менее, в июле 1941 года в Юлбери был торжественно отпразднован 90-летний юбилей археолога, был зачитан поздравительный адрес от Королевского общества и Эшмоловского музея. Через три дня Артур Эванс скончался.

## Теоретические взгляды и практика реставрации

### От полевых исследований к теоретическому осмыслению
Эванс работал на участке, который уже до него в 1878 году был предварительно обследован греческим археологом-любителем — критским купцом Миносом Калокериносом. Прокопав на Кносском холме 12 траншей, Калокеринос наткнулся на массивное здание, откопал склад с пифосами и нашёл первую из табличек с линейным письмом Б. Однако критское общество древностей, опасаясь, что турки вывезут все находки в Османский музей, отказало в разрешении на дальнейшие раскопки. Калокеринос познакомил со своими находками известных специалистов того времени, в том числе Шлимана, Дёрпфельда и Эванса. Эванс, ознакомившись с результатами раскопок критянина и посетив Ираклион, составил план собственных изысканий и начал борьбу за покупку холма. Коллекции и материалы Калокериноса погибли в 1898 году, когда во время боёв с турками был сожжён его дом.
М. Вуд в своём исследовании Троянской войны характеризовал Эванса как отличного полевого исследователя, который в некотором отношении походил на Шлимана настойчивостью и догматизмом. Однако он отлично разбирался в древностях и методах археологии, а также отличался вниманием к мелким деталям. Тем не менее, его методы были мало отличимы от шлимановских — пробиваясь к главной цели, он пренебрегал мелочами, например, почти вся керамика, найденная в первые четыре сезона, была выброшена. Сохранявшиеся как образцы, в итоге, составили не более 1 % от всех находок.
В первой трети XX века в микенологии фактически господствовали две теории: Шлимана и Эванса. Теория Шлимана рассматривала все реликты микенской культуры как иллюстрацию к гомеровскому эпосу, чьи тексты считались источником сведений о реальной политической и религиозной ситуации. Эванс, напротив, утверждал, что культура на материке целиком создана минойцами, а гомеровской эпохи вообще не существовало.
В первый сезон раскопок Эванс разделял мнение Шлимана и Дёрпфельда о том, что найден дворец XIII века до н. э., принадлежавший минойской культуре, которая на позднем этапе своего существования была покорена материковыми микенцами, что согласуется и с гомеровским преданием. Однако уже в 1901 году Эванс радикально поменял взгляды, которые не корректировал вплоть до полного завершения раскопок в 1930 году. В окончательном виде теория была изложена в четырёхтомнике «Дворец Миноса». Отказавшись от первоначальных взглядов на искусство Микен и Тиринфа, он заявил, что открытые Шлиманом культуры — лишь побочная ветвь, варварская колония цивилизованных минойцев. Он радикально отрицал греческое происхождение и микенской, и минойской культур, а гомеровские поэмы полагал искажёнными отголосками минойского эпоса. Точно так же Эванс отрицал наличие археологических свидетельств микенского завоевания Крита и полагал, что таковое теоретически могло быть только в неолитическую эпоху. Уже в 1930-е годы эти воззрения подвергались критике современников. У. Лиф ещё в 1915 году оспорил мнение Эванса об абсолютной непрерывности минойской культуры от самого её зарождения в каменном веке. Периодизация минойской цивилизации выстраивалась Эвансом по аналогии с трёхчастным делением древнеегипетской истории на Древнее, Среднее и Новое царства. Даже раскопки на Пелопоннесе в 1935—1938 годах, которые полностью переменили интерпретацию позднего бронзового века в Греции, не поколебали взглядов Эванса, который активно критиковал работы А. Уэйса. Нанно Маринатос заметила, что на Эванса сильнейшим образом повлияла идея Британской империи, по аналогии с которой он выстраивал картину Pax Minoica.
Была и обратная тенденция: Эванс последовательно отстаивал матриархальный характер древнего общества Крита. Впервые такое предположение сделал Бахофен, основываясь на свидетельстве Геродота, что ликийцы, якобы произошли от критян, а имена передавали по материнской линии, а не отцовской. Федерико Хальбхерр в 1884 году обнаружил древний свод законов полиса Гортины V века до н. э., из которого следовало, что статус женщины на Крите классической эпохи был выше, чем в Афинах того же времени. В частности, женщины имели защиту и гарантии, что сохранят принадлежащее лично им имущество после развода — в Британии такое право появилось только после принятия закона о женском имуществе 1882 года. Для Эванса это было свидетельством рудиментов доисторического матриархата, который процветал и в эпоху бронзового века. Эванс интерпретировал в этой терминологии миф об Ариадне: критская принцесса была Великой Матерью-богиней, а мифы о Лабиринте — отдалённым воспоминанием об оргиастических ритуалах, к которым изначально допускались только женщины. Эванс даже утверждал, что рудименты этих ритуалов — в форме коллективных плясок — сохранялись в критских деревнях до его времени. Эванс полемизировал с Ницше («Рождение трагедии из духа музыки»): Дионис не был восточным божеством, напротив, он почитался как супруг критской Матери-Ариадны, и примерно до VI века до н. э. греческие ритуалы сохраняли значительную часть древней критской религии.

### Эванс об эволюции минойцев и их религии
Древнюю критскую религию, Эванс считал монотеистической и даже сравнивал с христианством. На его воззрения существенно повлияли исследования Дж. Брестеда 1910-х годов на египетском материале; в любой религии он изыскивал прежде всего этическую основу, которую находил как в древнеегипетской, так и древнегреческой мифологии. По мнению Кэти Гир, существенное влияние на Эванса оказала «Золотая ветвь» Фрэзера — современника Эванса. При этом Эванс не колеблясь отбрасывал те взгляды, которые ему не подходили по моральным или религиозным соображениям. По Фрэзеру, умирающее и воскресающее божество урожая лежит в основе большинства неолитических религиозных систем, и лежит в основе христианского таинства евхаристии. Однако Эванса категорически не устраивало, что в схеме Фрэзера воскресающий бог был одновременно и сыном, и супругом Великой богини, и он стремился избавить критский пантеон от кровосмешения. Разрабатывая тему «чистоты» критской религии, Эванс писал о пещерном святилище смертного Зевса на горе Юктас, на месте которого была построена паломническая церковь. В этом плане выделялась интерпретация Эвансом так называемой «Бостонской богини» (по месту её хранения). Это фигурка из слоновой кости высотой около 12 см, длинные руки которой обвиты золотыми змеями, золотом отделана также юбка. Несколько подобных фигурок (изображающих как мужчин, так и женщин), были приобретены Эвансом в Париже. Ныне они интерпретируются как подделки (анатомически правильно лица стали изображать только в искусстве классического периода), причём Эванс, даже если что-то и подозревал, упрямо настаивал на подлинности статуэток, поскольку они соответствовали его представлениям об андрогинных божествах глубокой древности.
Эванс разделял взгляды теоретиков XIX века — в первую очередь, Тайлора и Лаббока, — о фазах в развитии общества, которые находят выражение в искусстве. Поэтому, рассматривая линейное письмо Б как высшую стадию интеллектуальных достижений критской культуры, Эванс был вынужден в 1920-е годы пересматривать собственные датировки, изменять обстоятельства находок табличек, чтобы удревнить их и отнести к XV веку до н. э., а не XIII, поскольку это означало признать их принадлежащими микенцам. Объяснялись эти взгляды расовыми представлениями Эванса. Свою теорию он изложил во введении ко второму тому «Дворца Миноса». Согласно Эвансу, критская цивилизация выделилась из «инертной эгейской массы», происходящей из Египта и Ливии. Обнаружив фреску, которая изображала минойца, командующего воинами-неграми, Эванс увидел в ней подтверждение своей теории; впрочем, он полагал, что древнее население Северной Африки было ближе к современным берберам, то есть было общесредиземноморского типа. В 1923 году Эванс даже специально обследовал южное побережье Крита в поисках следов контакта с Африкой эпохи бронзового века.

### Эванс — реставратор
Масштабные открытия, совершённые Эвансом, привели археолога к стремлению реставрировать архитектурные комплексы и живопись. Судьбоносной для его работы стало знакомство с швейцарскими художниками — отцом и сыном Жиллеронами. Эмиль Жиллерон в 1876 году переехал в Грецию, и его навыками иллюстратора широко пользовался Генрих Шлиман: художник фиксировал находки при раскопках в Микенах, а также иллюстрировал труды о Микенах и Тиринфе. Наличие хорошего художника было жизненно необходимым для археологов, пока исследовательская дисциплина не освоила фотографию. О репутации Жиллерона свидетельствовало то, что его наняли учителем рисования в греческую королевскую семью, а также заказали ему эскизы для марок в честь первых олимпийских игр 1896 года. С апреля 1900 года с Жиллероном-отцом стал сотрудничать Эванс, их первой совместной работой было собирание фрагментов росписи тронной залы. Жиллерон-младший (1885—1939), родившийся в Афинах, но сохранивший швейцарское гражданство, — ассистировал отцу и Эвансу с 15-летнего возраста. Именно Жиллероны воссоздали визуальный образ эгейской цивилизации, причём их вклад в раскопки Кносса был двойственным. Во-первых, они собирали настенные росписи и прочие произведения искусства (вазы и статуэтки) в соответствии с представлениями и указаниями Эванса, а, во-вторых, воссоздавали их первоначальный облик в акварелях, многие из которых иллюстрировали труды археолога. Авторы каталога «Воссоздавая минойцев» утверждали, что самым знаменитым творением Жиллеронов была фреска с изображением ритуальных танцев с быками, так называемая «Тавромахия», оригинал которой хранится в Ираклионе. По современным представлениям, реставрация водяными красками, выполненная отцом и сыном Жиллеронами по исследованиям Эванса, была весьма модернизированной. На фрагментах оригинальной штукатурки сохранилась лишь центральная часть сцены — бык и человеческие фигуры. Их воссоздание отражало штудии Эванса в области исследования минойских ритуалов с быками и подтверждалось аналогичными сценами на кубках, саркофагах, и прочем. Однако фризы, обрамляющие сцену с четырёх сторон, были собственным добавлением Эмиля Жиллерона-отца, и не отражают оригинала. Современные критики заявляют, что наиболее известные по трудам Эванса фрески были почти полностью написаны самими Жиллеронами и Эвансом, причём Кэти Гир сурово замечала, что работы Эванса и Жиллеронов чрезвычайно «размыли грань между реставрацией, реконструкцией, репродуцированием и подделкой». Ярким примером является фреска «Принц с лилиями», воссозданная из разных фрагментов. Эванс свободно обращался со своими находками, что следует из его методов реставрации статуэток «Богинь со змеями», по-видимому, произвольно собранных из разных фрагментов.
Кэти Гир в своём исследовании 2009 года, чрезвычайно скептически описывала реставрационные работы, проводимые Эвансом в Кноссе. Она утверждала, что сочетание модернистских «реставраций» живописи в сочетании с древними руинами и яркими красками колонн, у которых расширяется верхняя часть, а не нижняя, создаёт «почти постмодернистское настроение». К. Гир писала, что в 1920-х годах Эванс не использовал термина «реставрация»: он осуществлял «воссоздание» или «возрождение», даже «воскресение» (соответственно, «reconstitution», «resurgence», «resurrection»). По-видимому, длительное увлечение минойскими символами возрождения привело к осознанию Эвансом своей жизненной миссии как «агента воскресения» древних критян. В 1926 году Эванс прочитал в Лондонском обществе антикваров программный доклад о восстановлении Кносского дворца, который начал с признания, что поборник традиционного подхода к реставрации, попав в Кносс, может быть шокирован. Изначально дворец был построен на основе эластичных деревянных конструкций, то есть антисейсмического каркаса, который был уничтожен пожаром или сгнил. Воссоздавая верхние этажи критских построек, Эванс, чтобы сохранить свои труды, стал использовать железобетонные конструкции; к этому решению подталкивало и землетрясение 1926 года, которое угрожало полностью уничтожить руины дворца. Весьма сложной была реставрация тронной, алебастровый трон в которой был обнаружен ещё в самый первый сезон раскопок 1900 года. Поскольку он был хрупок и не подлежал перемещению (составляя единое целое с конструкциями стены), до 1930 года трон был накрыт металлической крышей и защищён деревянными щитами. Воссоздать в точности древний дизайн помещения было совершенно невозможно, и в 1920-е годы Эванс предпринял ту же работу, которую осуществлял вместе с Жиллеронами ранее. В архитектуре главным помощником археолога был Пит де Йонг, отец которого эмигрировал в Британию ещё в 1880-е годы. Направленный по программе градостроительной реконструкции в Грецию, из-за послевоенного кризиса он остался без работы, и занимался иллюстрированием раскопок в Микенах, проводимых А. Уэйсом. С 1922 года главным работодателем Йонга сделался Эванс. Тронный зал был целиком выполнен из железобетона в 1930 году, причём дизайн фресок и то, что зал состоял из двух помещений, разделённых колоннадой, являлось целиком гипотезой Эванса: судя по фотографиям 1900—1901 годов, таких выводов сделать было нельзя.

## Историография. Память
В 1943 году сводная сестра Эванса — Джоан, выпустила его биографию «Время и случай», которая долгое время оставалась главным его жизнеописанием. В рецензии К. Колобовой утверждалось, что это, скорее, семейная хроника, нежели биография учёного. Также в книге впервые прозвучала версия, что Эванс в своих странствиях по Балканам в 1870-е годы неофициально занимался разведывательной деятельностью для гладстоновского правительства. В книге констатировалось, что Эванса нельзя назвать гениальным учёным; он не создал своей школы, и не пытался этого сделать. Примерно к тем же выводам пришёл Л. С. Клейн: наследие Эванса чрезвычайно сложно поддаётся классификации. В общем, он относился к культурно-исторической школе, с позиции методологии он ближе всего Флиндерсу Питри.
Всю вторую половину XX века и в XXI веке непрерывно шло переосмысление наследия Эванса. В диссертации Д. Рубина 1993 года подчёркивалось, что многие выводы, гипотезы и теории Эванса, особенно в сфере социума и религии, отражали не объективную реальность, а гуманистическую традицию и теории XIX века. Собственно, археологической квалификации Эванса было совершенно недостаточно для интерпретации сделанных им находок, но, с другой стороны, у него не было предшественников, и находки его сравнивать было не с чем. Вдобавок, Эванс жил в эпоху становления археологии как науки, ранее раскопки велись, преимущественно, для отыскания произведений искусства, сокровищ, и подобного. Согласно Д. Рубину, основной вклад Эванса, который не подвергался серьёзному пересмотру, заключался в собственно открытии цивилизации бронзового века на Крите и её периодизации. Первоначальная трёхчастная периодизация к концу жизни была усложнена.
Объёмная современная биография А. Эванса была опубликована в 2000 году Александром Макгилирэем. Рецензент П. Уоррен, отмечая фундаментальность работы, освещение балканского периода деятельности её героя, наличие объёмной библиографии и списка публикаций Эванса, писал, что автор постарался обойти стороной вопросы, насколько исторически достоверными были выкладки археолога. Также Уоррен критиковал чрезмерный акцент на расизме Эванса и считал, что некорректно утверждать, что он всецело разделял взгляды своего тестя — Фримена. Указанные мотивы разрабатывались в последующих публикациях. В 2009 году была опубликована книга Кэти Гир «Кносс и пророчества модернизма». Основной проблемой было воздействие открытия минойской культуры на интеллектуальную и художественную жизнь Европы. По замечанию Нанно Маринатос, К. Гир последовательно подрывала научную достоверность деятельности Эванса, основываясь на психоаналитических предпосылках. В 2015 году сама Н. Маринатос опубликовала монографию «Сэр Артур Эванс и Крит». Существенное место на страницах книги заняла судьба её отца — Спиридона Маринатоса, а также Жиллеронов и других лиц из окружения Эванса. По мнению рецензента — Джона Пападопулоса — исследовательница сделала многое для защиты наследия Эванса и его деятельности.
В Греции и особенно на Крите Эванс является одним из национальных героев. В ознаменование его заслуг в Западном дворе Кносского дворца был установлен бронзовый бюст археолога.
В честь Эванса в 1970 году был назван кратер на обратной стороне Луны.

## Основные труды
Примечание: труды даны в хронологической последовательности
- Through Bosnia and the Herzegovina on foot during the insurrection, August and September 1875 : with an historical review of Bosnia, and a glimpse at the Croats, Slavonians, and the ancient republic of Ragusa. — 2nd ed. — London : Longmans, Green, 1876. — 576 p.
- Illyrian letters: a revised selection of correspondence from the llllyrian provinces of Bosnia, Herzegdvina, Montenegro, Albania, Dalmatia, Croatia and Slavonia during the troubled year 1877. — London : Longmans, Green and Co, 1878. — 303 p.
- Antiquarian researches in Illyricum : Part I—II Communicated to the Society of antiquaries. — Westminster : Nichols & sons, 1883. — 390 p.
- Antiquarian researches in Illyricum, Parts III, IV. — Archaeologia: or, Miscellaneous Tracts Relating to Antiquity. — The Society of Antiquaries of London, 1885. — 296 p.
- Essai de classification des Époques de la civilization minoenne: résumé d’un discours fait au Congrès d’Archéologie à Athènes :  [фр.]. — Londres : B. Quaritch, 1905. — 11 p.
- The prehistoric tombs of Knossos: I. The cemetery of Zapher Papoura, with a comparative note on a chamber-tomb at Milatos. II. The Royal Tomb at Isopata. — London : B. Quaritch, 1906. — 214 p.
- Scripta Minoa: The Written Documents of Minoan Crete: with Special Reference to the Archives of Knossos.. — Oxford : Clarendon Press, 1909. — Vol. I: The Hieroglyphic and Primitive Linear Classes: with an account of the discovery of the pre-Phoenician scripts, their place in the Minoan story and their Mediterranean relatives: with plates, tables and figures in the text. — 382 p.
- The Minoan and Mycenaean Element in Hellenic Life // The Journal of Hellenic Studies. — 1912. — No. 32. — P. 277—287.
- The Palace of Minos: a comparative account of the successive stages of the early Cretan civilization as illustred by the discoveries at Knossos. — London : Macmillan, 1921. — Vol. I: The Neolithic and Early and Middle Minoan Ages.
- The Palace of Minos: a comparative account of the successive stages of the early Cretan civilization as illustred by the discoveries at Knossos. — London : Macmillan, 1928. — Vol. II, Part 1: Fresh lights on origins and external relations.
- The Palace of Minos: a comparative account of the successive stages of the early Cretan civilization as illustred by the discoveries at Knossos. — London : Macmillan, 1928. — Vol. II, Part 2: Town houses in Knossos of the new era and restored West Palace Section.
- The Palace of Minos: a comparative account of the successive stages of the early Cretan civilization as illustred by the discoveries at Knossos. — London : Macmillan, 1930. — Vol. III: The great transitional age in the northern and eastern sections of the Palace.
- The Palace of Minos: a comparative account of the successive stages of the early Cretan civilization as illustred by the discoveries at Knossos. — London : Macmillan, 1935. — Vol. IV, Part 1: Emergence of outer western enceinte, with new illustrations, artistic and religious, of the Middle Minoan Phase.
- The Palace of Minos: a comparative account of the successive stages of the early Cretan civilization as illustred by the discoveries at Knossos. — London : Macmillan, 1935. — Vol. IV, Part 2: Camp-stool Fresco, long-robed priests and beneficent genii ; Chryselephantine Boy-God and ritual hair-offering ; Intaglio Types, M.M. III — L. M. II, late hoards of sealings, deposits of inscribed tablets and the palace stores ; Linear Script B and its mainland extension, Closing Palatial Phase ; Room of Throne and final catastroph.
- Scripta Minoa: The Written Documents of Minoan Crete: with Special Reference to the Archives of Knossos.. — Oxford : Clarendon Press, 1952. — Vol. II: The Archives of Knossos: clay tablets inscribed in linear script B: edited from notes, and supplemented by John L. Myres. — 454 p.